# Pařížská mírová smlouva (1815)

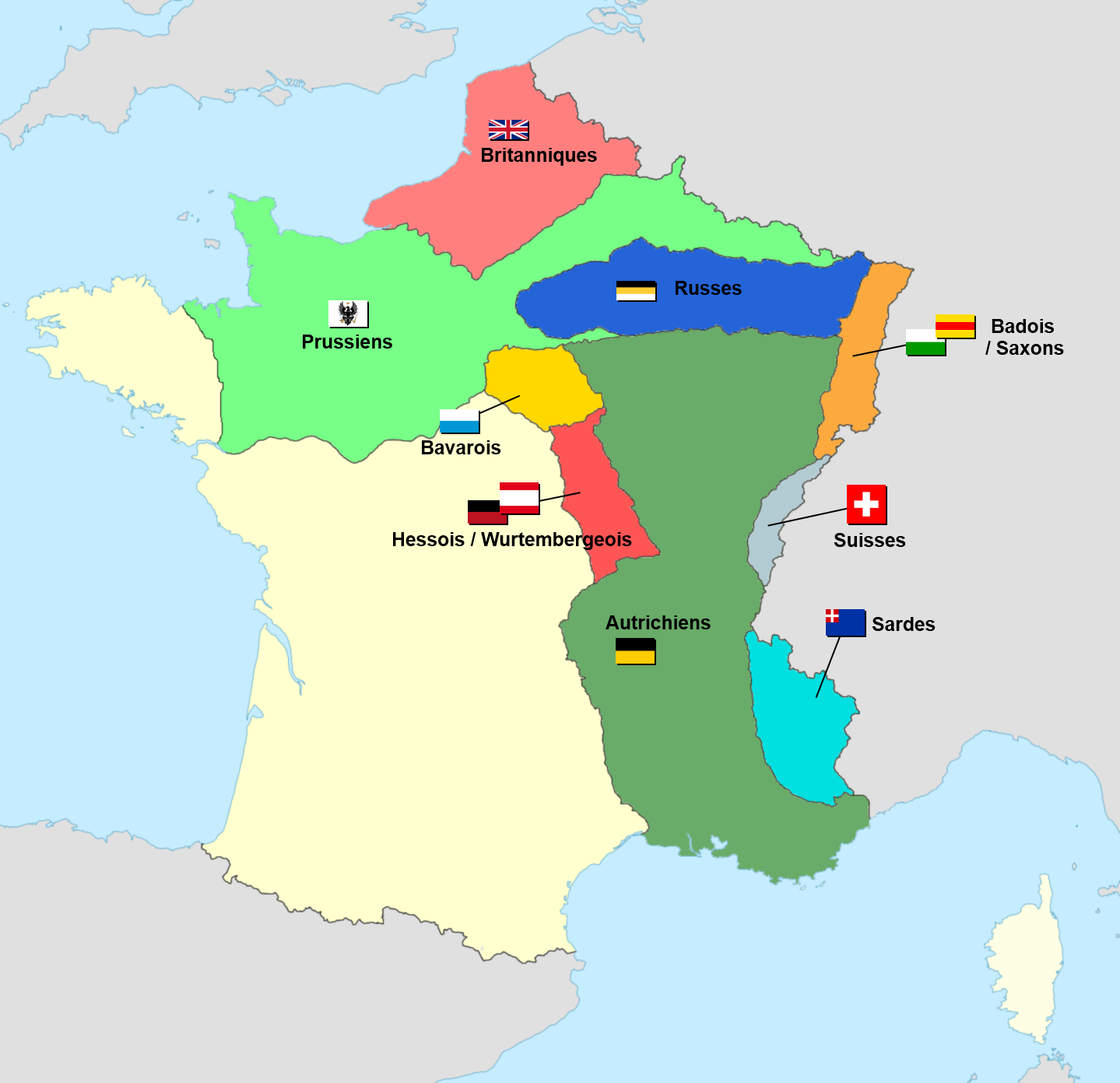
Paříž 1815

Pařížská mírová smlouva (1815) ze dne 20. listopadu 1815 byla podepsána mezi Francií a protifrancouzskou koalicí po definitivní porážce Napoleona v bitvě u Waterloo.
Podmínky smlouvy byly pro Francii horší, než v mírové smlouvě z roku 1814. Státní francouzské hranice byly vráceny do stavu před rok 1789 s výjimkou Avignonu, který setrval jako součást Francie. Válečné reparace byly stanoveny na částku 700 miliónů franků a do doby splacení (1818) na francouzském území setrvala okupační vojska v počtu 150 000 mužů.